# Rivalità calcistica Juventus-Milan
La rivalità calcistica Juventus-Milan è un antagonismo che si concretizza in modo manifesto nell'incontro di calcio tra le due squadre più titolate e con la maggior tradizione sportiva d'Italia, la Juventus e il Milan. La sfida pone di fronte anche due tra i club con più sostenitori nonché col maggior fatturato e valore societario nel Paese.
Pur non essendo un derby nel senso stretto del termine, ma una «classica», in quanto rappresenta un incontro molto sentito dalle tifoserie di ambe le parti; per quanto concerne il campionato di Serie A è stata molto spesso una partita tra squadre in lotta per le prime posizioni della classifica, a volte determinante per l'assegnazione dello scudetto. È la partita più disputata nella storia del campionato italiano di calcio (212 gare), nonché quella più volte disputatasi complessivamente tra squadre italiane (308 sfide); è inoltre l'incontro più antico ancora oggi giocato, avendo avuto luogo ufficialmente per la prima volta il 28 aprile 1901.
La sfida tra bianconeri e rossoneri è spesso vissuta, in modo analogo al derby d'Italia, come il riflesso della rivalità sociale e politica tra Torino e Milano, le più grandi città del Nord-Ovest d'Italia nonché, assieme a Genova, componenti del triangolo industriale, la macroregione che ebbe il maggior sviluppo sportivo nel Paese; tra la metà degli anni 1980 e quella degli anni 2010 fu altresì vista come il dualismo tra i bianconeri Agnelli e il rossonero Silvio Berlusconi, gli esponenti delle due proprietà che ne hanno detenuto per più tempo la maggioranza societaria nonché di due tra le famiglie-simbolo della storia politica e socio-economica italiana del XX secolo.
Fu tra le prime partite di calcio trasmesse in diretta dalla televisione italiana (seppur in fase sperimentale), ed è stata disputata 244 volte in incontri ufficiali, divenendo anche protagonista di alcune finali, tra cui un record di cinque in Coppa Italia (1941-42, 1972-73, 1989-90, 2015-16 e 2017-18) e tre di Supercoppa italiana (2003, 2016 e 2018); in ambito internazionale Juventus-Milan è valsa nel 2003 l'assegnazione della UEFA Champions League: tale finale rappresenta una delle otto tra squadre di una stessa nazione, nonché l'unica giocatasi tra club italiani.
Oltre ai numerosi incontri ufficiali, le due formazioni si sono ritrovate diverse volte contrapposte in manifestazioni di carattere amichevole o ufficioso: all'inizio del Novecento in competizioni come la Medaglia del Re o la Palla d'Argento Henri Dapples, mentre a cavallo di XX e XXI secolo principalmente in tornei prestagionali come il Trofeo Luigi Berlusconi o il Trofeo TIM.

## Storia

### I primi anni

Milan-Juventus (8-1) del 14 gennaio 1912: nell'occasione, i bianconeri scesero in campo con un uomo in meno

Il primo incontro tra le due formazioni, una gara amichevole che ebbe luogo a Milano il 22 aprile 1900, fu vinto dal Milan per 2-0. Il successivo 27 maggio si tenne la seconda partita della storia tra le due squadre, vinta nuovamente dai rossoneri che si aggiudicarono così la Medaglia del Re nella gara unica. Anche l'anno seguente la seconda delle tre consecutive competizioni del trofeo fu vinta dai milanesi (come del resto la terza), e in tale torneo sconfissero la Juventus per 4-0, in semifinale il 10 marzo. La prima sfida di campionato si giocò invece il 28 aprile 1901, e il Milan ebbe nuovamente la meglio, stavolta per 3-2. Sempre nello stesso anno, a dicembre una delle prime amichevoli tra rossoneri e bianconeri si concluse con il risultato di 7-0 per i Diavoli. Nel 1906 la sfida con la Juventus vide un Milan vincente, a tavolino, del suo secondo scudetto dal momento che i bianconeri non si presentarono al decisivo spareggio in segno di protesta, giudicando il campo di gara scelto, quello della società lombarda Milanese, non abbastanza neutro.
Un altro referto con molte reti lo si ottenne nel 1910, quando gli juventini vinsero per 5-3. Da segnalare è anche il campionato 1911-12, quando i rossoneri sconfissero i bianconeri per 4-0 a Torino, e 8-1 in casa, col belga Van Hege autore di una cinquina. Causa gli eventi della Grande Guerra, nella stagione 1915-16 i tornei regolari vennero sostituiti al Nord-Ovest da una speciale Coppa Federale che vide trionfare il Milan, di un punto, sulla coppia formata da Juve e Modena; nel girone finale rossoneri e bianconeri si spartirono due vittorie interne, un 3-2 a Milano e un 2-0 a Torino.

Un'uscita del portiere milanista Compiani nel match del 22 gennaio 1933

Con la fine delle ostilità al fronte, nel periodo interbellico si ebbero poi nuove goleade come nel 1924, un 5-3 casalingo per la Vecchia Signora entrata l'anno prima nell'orbita della famiglia Agnelli, nel 1925, un 6-0 ancora a Torino per i padroni di casa, e di nuovo nel 1927, quando i piemontesi s'imposero per 8-2. Nel decennio seguente trovarono posto ulteriori parziali di rilievo nel 1930-31, in uno Juventus-Milan conclusosi sul 3-3, nel 1933-34, quando la Juve del Quinquennio e del capocannoniere Borel II vinse 4-0, e infine nel 1936-37 in cui la partita di andata, giocata in Lombardia, finì con sette reti: fu 4-3 per la compagine sabauda.
Nella Coppa Italia dell'edizione 1941-42 le due squadre si affrontarono in finale, e a prevalere furono i bianconeri: all'andata la partita finì 1-1, ma al ritorno la Juventus vinse a Torino con un 4-1 che vide protagonista il miglior marcatore di quell'edizione, l'albanese Lushta, autore di una tripletta; per il Milano – nome allora adottato dalla squadra rossonera per questioni politiche – l'unico ad andare a segno fu Boffi che a sua volta in campionato, per la terza volta in carriera, fu capocannoniere in maglia milanista.

### Il secondo dopoguerra

Il portiere bianconero Viola ferma un'azione del rossonero Liedholm nella gara del 7 dicembre 1952

Con l'epilogo del secondo conflitto mondiale, dalla seconda metà degli anni 1940 l'incontro iniziò a diventare sempre più una sfida-scudetto. Nel 1947 la Juventus capolista, cadendo in casa per 2-1 con il Milan, perse anche la possibilità di vincere lo scudetto, che andò al Grande Torino con dieci punti di vantaggio, mentre i rossoneri si classificarono al quarto posto. Nella successiva stagione 1947-48, assieme alla Triestina, lombardi e piemontesi si piazzarono secondi a quota 49 punti, dietro al Torino capolista con 65. La sfida di andata finì 5-0 per il Milan, mentre i bianconeri del capocannoniere Boniperti vinsero in casa per 2-1 la gara di ritorno. Nel 1949-50 a conquistare il titolo, dopo quindici anni, fu la Juve con 62 punti, cinque di vantaggio rispetto al Milan secondo classificato. Paradossalmente, se a ottobre la partita si concluse con una vittoria fuori casa dei torinesi, a febbraio il Milan s'impose largamente per 7-1, con a segno il trio offensivo Gre-No-Li: tripletta del miglior marcatore del torneo, Nordahl, e un gol a testa per Liedholm e Gren.
La partita tra bianconeri e rossoneri passò alla storia anche sul versante mediatico: nel quadro delle trasmissioni sperimentali della RAI (quelle ufficiali, anche sportive, ebbero inizio il 3 gennaio 1954) l'incontro disputatosi allo stadio Comunale di Torino il 5 febbraio 1950 fu oggetto della prima diretta televisiva nazionale, per la voce di Carlo Bacarelli.
Nella stagione seguente toccò alla formazione rossonera interrompere un ben più lungo digiuno, tornando allo scudetto dopo quarantaquattro anni, contro una Juventus terza in classifica dietro all'Inter. Il redivivo Diavolo pareggiò 1-1 a Torino e vinse 2-0 in casa; Nordahl bissò il titolo di capocannoniere, affermazione che nel corso del decennio rifarà sua anche nel 1953, 1954 e 1955, tutte coi colori rossoneri: lo svedese rimane ancora oggi l'unico ad aver svettato per cinque volte nella classifica marcatori della Serie A.

Un Milan-Juventus della stagione 1959-60

Seguì poi il campionato 1951-52 dove i bianconeri, grazie alle reti del capocannoniere Hansen, si piazzarono al primo posto con 60 punti, mentre i rossoneri furono secondi a sette lunghezze. Fu 1-1 a Milano e 3-1 a Torino per i padroni di casa. Nel 1952-53 il tricolore andò al club nerazzurro, mentre Juve e Milan si piazzarono rispettivamente seconda e terzo a poca distanza. Fu un torneo che vide i rossoneri vincere a Torino per 3-0, e i bianconeri invece a Milano per 2-1. Di nuovo, nel campionato successivo la Beneamata bissò il titolo, coi piemontesi distanziati di un solo punto e i milanisti, terzi in classifica, a sette lunghezze di distacco dalla vetta. Nel 1955 lo scudetto finì sulle maglie del Milan, che il 2 gennaio si rese protagonista di un 4-3 a Torino a proprio favore, con la Juventus settima a fine stagione. 4-1 stavolta in casa, sempre per i rossoneri nuovamente campioni, fu invece il risultato del 31 marzo 1957 con gli juventini fermi al nono posto della graduatoria. Il 16 novembre 1958 la sfida terminò con ben nove reti: i rossoneri vinsero 5-4 in casa dei bianconeri, che si classificarono quarti, mentre il titolo fu vinto proprio dal Milan. Nel campionato 1959-60 lo scudetto fu appannaggio della Juventus di Sívori, miglior marcatore del torneo, col Milan invece al terzo posto. La gara di andata terminò 2-0 a Milano per i bianconeri, così come quella di ritorno 3-1.

### Gli anni 1960 e 1970

I due capitani Cesare Maldini (Milan) e Omar Sívori (Juventus) prima di una sfida della stagione 1962-63

Nel torneo 1960-61 l'ultima Juve del Trio Magico si confermò campione davanti al Milan, giunto al secondo posto. In quella stagione i rossoneri prevalsero tuttavia in entrambi i confronti: per 4-3 a Torino e per 3-1 a Milano. Il 12 novembre 1961 i meneghini di Altafini, miglior marcatore a fine campionato, sconfissero i torinesi per 5-1 in casa e, in Piemonte, l'11 marzo 1962 per 4-2, in un torneo che osservò i milanisti infine campioni, e gli juventini dodicesimi. Il titolo del 1962-63 lo vinse la Milano nerazzurra, con juventini e milanisti subito a seguire in classifica. Fu un campionato che vide i torinesi vincere in casa di misura, mentre al ritorno fu 0-0. In quella stagione il Milan vinse peraltro la Coppa dei Campioni, primo successo di una squadra italiana nella massima competizione europea per club. Nel campionato 1963-64 la squadra meneghina si classificò a tre punti dalle due capoliste Bologna e Inter (lo scudetto andò poi ai felsinei tramite spareggio), mentre la Juventus al quarto. Le partite tra bianconeri e rossoneri si conclusero con un 2-2 a Milano e un 2-1 dei lombardi a Torino. Nel 1964-65 i meneghini conclusero secondi, a tre punti dall'Inter di Herrera; la Juve, quarta, finì distante dieci punti dai rossoneri, consolandosi sollevando la Coppa Italia, battendo in finale proprio i nerazzurri. In campionato fu 2-2 a Torino e 1-0 in casa per il Milan.
Nel 1967-68 il Milan di Rivera e del capocannoniere Prati vinse sia lo scudetto che la Coppa delle Coppe, mentre i bianconeri chiusero terzi. Le partite tra bianconeri e rossoneri si conclusero con uno 0-0 e un 2-1 per i rossoneri a Torino. La Juve si piazzò terza e il Milan quarto nel 1969-70, stagione in cui a cucirsi sul petto lo scudetto fu il Cagliari. I piemontesi vinsero sia in trasferta (2-0) che in casa (3-0).

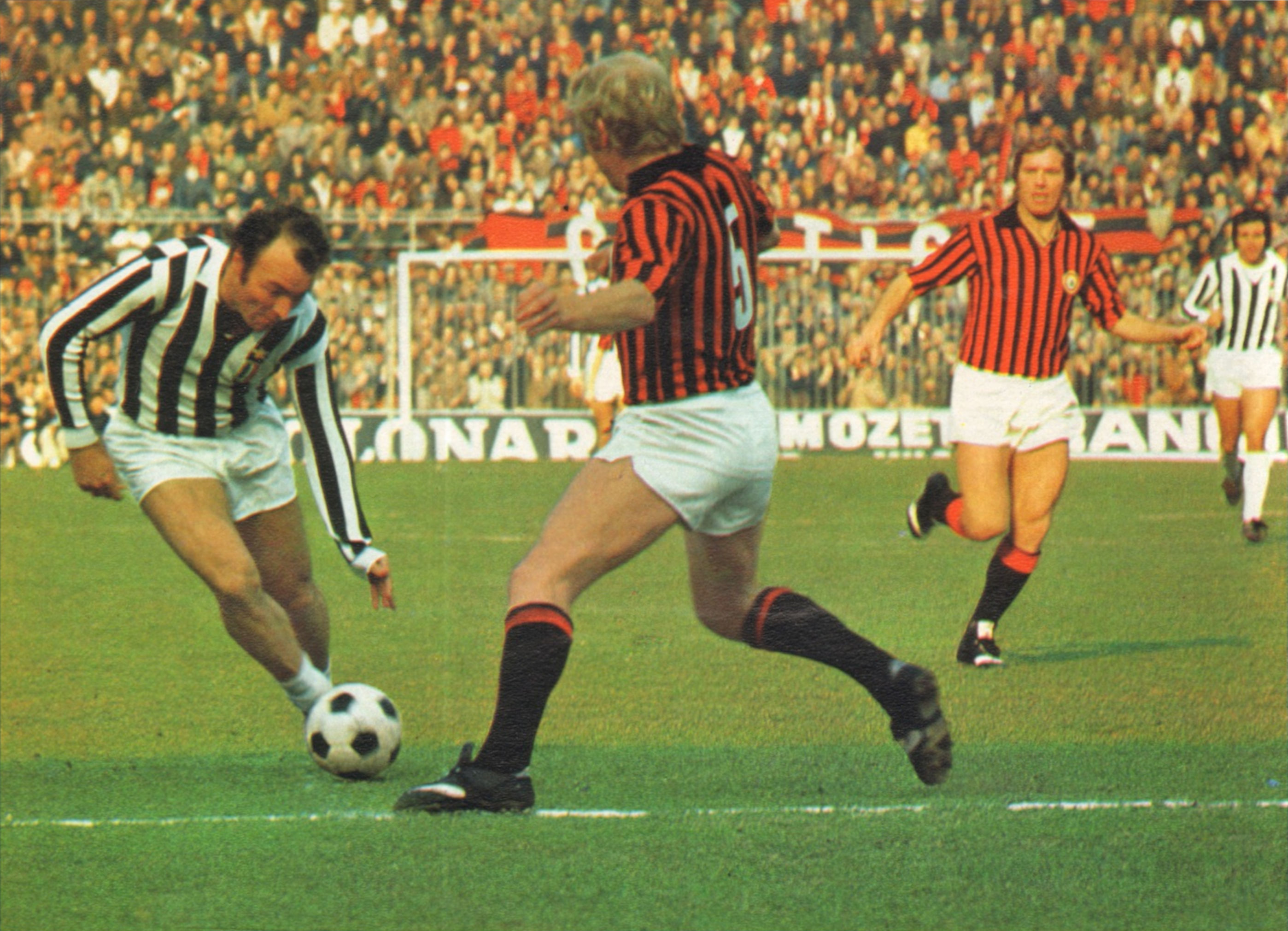
Il bianconero Altafini affrontato dal rossonero Schnellinger nella sfida del 18 febbraio 1973

Nel 1970-71 il Milan si classificò al secondo posto, la Juventus al quarto. I milanisti vinsero 2-0 all'andata fuori casa, mentre al ritorno fu 1-1. Nel 1971-72 i bianconeri conquistarono il loro quattordicesimo scudetto mentre i rossoneri, secondi in Serie A a un punto e alla pari con il Torino, si aggiudicarono la Coppa Italia. In campionato i piemontesi fecero loro la gara di andata vincendo 4-1 a San Siro, anche grazie a un gol di tacco di Bettega rimasto negli annali, mentre nella gara di ritorno fu 1-1. Il copione si ripeté nel 1972-73 quando la Juventus vinse il secondo titolo nazionale consecutivo mentre il Milan, ancora secondo a un punto di distanza dagli scudettati, e con Rivera capocannoniere, bissò il successo nella coppa nazionale. Le sfide si conclusero entrambe con un 2-2. La stagione vide un Milan vincente pure in Europa, giacché si aggiudicò nuovamente la Coppa delle Coppe piazzando anche qui un suo giocatore, Chiarugi, quale miglior marcatore della manifestazione. Per quanto concerne la Coppa Italia vinta dai Diavoli, la finale fu giocata proprio contro la Juve, per la seconda volta nella storia dei club: l'incontro secco finì 1-1 (reti di Bettega e del rossonero Benetti), sicché si giunse ai supplementari e poi ai rigori dove prevalsero i milanesi, allenati dal paròn Rocco. Nel 1975-76 lo scudetto andò al Torino, mentre juventini e milanisti si classificarono rispettivamente secondi e terzi. La Vecchia Signora vinse a Milano, mentre la gara di ritorno si risolse in un 1-1.

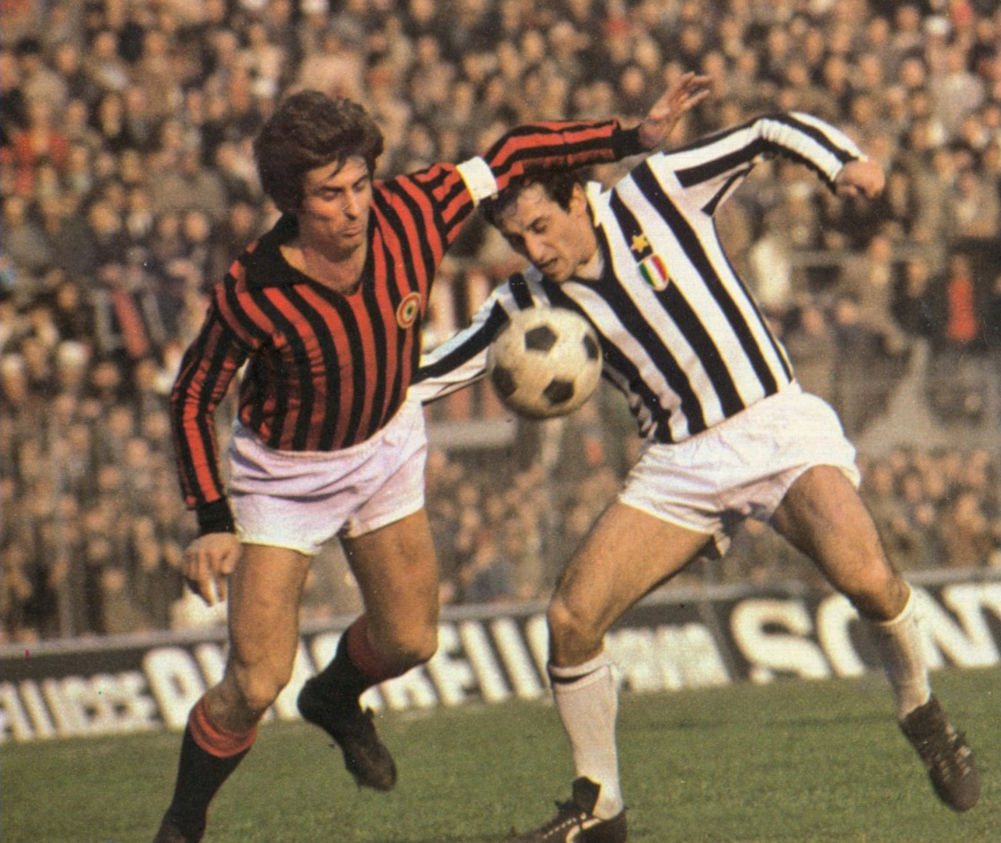
Un contrasto tra le bandiere Rivera (Milan) e Furino (Juventus) durante l'incontro del 25 novembre 1973

Bianconeri primi e rossoneri quarti furono le posizioni del torneo 1977-78, con le sfide conclusesi sul risultato di 1-1 in Piemonte e sullo 0-0 in Lombardia. Nel 1978-79, dopo aver sfiorato più volte la vittoria nelle stagioni di inizio decennio, il Milan fu campione d'Italia per la decima volta conquistando a sua volta quella stella di cui i bianconeri si fregiavano già da due decenni; proprio la Juventus si classificò al terzo posto, cucendosi la coccarda della coppa nazionale. Fu 1-0 a Torino per i padroni di casa e 0-0 a Milano, per quanto concerne le sfide in campionato.

### Gli anni 1980 e 1990
Nei primi anni 1980 il Milan, coinvolto nello scandalo del Totonero, cadde per due volte (nel 1980 per decisione della giustizia sportiva, mentre nel 1982 sul campo) in Serie B: ne conseguì un impoverimento tecnico della compagine meneghina, che per la maggior parte di questo decennio non riuscì a competere ai vertici. Il divario si riassottigliò nella seconda metà del decennio, in coincidenza con l'approdo della società rossonera sotto l'egida di Silvio Berlusconi: uno scenario che, di fatto, rinfocolò l'ormai storica rivalità tra i due club. Nel 1988-89 il Diavolo, allenato da Sacchi e con in campo Franco Baresi e il trio olandese Gullit-Rijkaard-van Basten, quest'ultimo goleador dell'edizione, si aggiudicò la Coppa dei Campioni; concluse inoltre al terzo posto il campionato davanti ai bianconeri, immediatamente dietro. A Torino fu 0-0, mentre a Milano la sfida si concluse con un 4-0 per i padroni di casa.

Franco Baresi (Milan) e Bonini (Juventus) nel corso della gara giocata a Torino nella stagione 1981-82

Nel 1989-90 il Milan del capocannoniere van Basten si piazzò secondo, con la Juventus ancora quarta: i torinesi guidati da Zoff, che stavano vivendo a loro volta una fase di appannamento in campionato, quell'anno gioirono in Coppa Italia battendo in finale proprio i rossoneri, nella terza finale della coppa nazionale tra le due compagini, grazie a un pareggio a reti bianche nell'andata a Torino e un 1-0 (gol di Galia) nel ritorno a Milano; nell'occasione il libero e capitano dei lombardi, Baresi, si tolse la soddisfazione di vincere la classifica marcatori dell'edizione. In campionato le sfide si conclusero invece con due successi interni, un 3-2 per i rossoneri in Lombardia e un 3-0 per i bianconeri in Piemonte. In quel 1990 Milan e Juve trionfarono inoltre in Europa, rispettivamente in Coppa dei Campioni e in Coppa UEFA, contribuendo a celebrare un anno storico per il calcio italiano che, anche grazie all'affermazione della Sampdoria in Coppa delle Coppe, vide le tre maggiori competizioni continentali appannaggio di squadre del Bel Paese.

Il milanista Gullit alle prese con la retroguardia juventina nell'incontro di campionato del 10 gennaio 1988

Nel 1991-92 i lombardi, anche grazie a van Basten nuovamente primo in classifica cannonieri, vinsero lo scudetto davanti ai piemontesi, secondi e distanziati di otto punti; entrambe le sfide si conclusero con un 1-1. In Coppa Italia le squadre si affrontarono in semifinale dove a prevalere furono i bianconeri (0-0 a Milano e 1-0 a Torino); fu questa l'unica sconfitta ufficiale dei rossoneri in quella stagione, che in campionato vinsero senza subire alcuna sconfitta. Il Milan fu nuovamente primo nel 1992-93, con la Juventus quarta a undici lunghezze. Fu 1-0 a Torino per i rossoneri, e 3-1 a Milano per i bianconeri. Nel 1993-94 i milanesi, ancora una volta primi, superarono la Juve seconda in classifica di tre punti; la positiva stagione dei rossoneri allenati da Capello venne completata dal trionfo in Champions League. In Serie A, le partite si conclusero con un 1-1 e un 1-0 fuori casa dei lombardi.
Nel 1994-95 per il Milan fu quarto posto, mentre la Vecchia Signora ritornò dopo nove anni ad aggiudicarsi il campionato, assieme a una Coppa Italia che vide Ravanelli capocannoniere. I bianconeri vinsero entrambe le sfide: 1-0 a Torino e 2-0 a Milano. La situazione si ribaltò nella stagione successiva, con il Milan che si laureò campione d'Italia con le reti di Simone e del Pallone d'oro Weah, nonché col contributo di Roberto Baggio giunto in estate proprio dai rivali bianconeri di Lippi che, da par loro, grazie ai gol del tridente Ravanelli-Vialli-Del Piero si piazzarono al secondo posto, a otto punti di distanza, ma trionfarono in Champions League. In campionato, i rossoneri vinsero 2-1 in casa e pareggiarono in Piemonte. Il 6 aprile 1997, la sfida di Milano terminò con un netto 6-1 in favore della Juventus che vinse lo scudetto, mentre per i meneghini si trattò in un'annata infelice chiusa all'undicesimo posto. Anche l'incontro di campionato del 28 marzo 1998 finì a favore dei torinesi ancora campioni d'Italia, con un 4-1 casalingo ai danni dei deludenti lombardi, decimi a fine torneo.

Gli attaccanti Ravanelli e Vialli (Juventus) marcati da Desailly (Milan) nella sfida del 30 ottobre 1994

Dopo alcuni anni, nel 1999-2000 le due compagini si classificarono nuovamente entrambe tra le prime posizioni in Serie A. Lo scudetto andò alla Lazio che lottò per gran parte della stagione contro i bianconeri, superati all'ultima giornata di un solo punto, mentre il Milan di Zaccheroni, detentore del tricolore e con Ševčenko primo nella classifica marcatori, terminò al terzo posto distanziato di undici lunghezze dalla capolista. Coi meneghini di quella stagione, i torinesi vinsero 3-1 in casa e caddero poi 2-0 in trasferta.

### Gli anni 2000 e 2010
Nel 2001-02 fu la Juventus a vincere lo scudetto all'ultimo turno davanti a Roma e Inter, anche grazie ai gol del capocannoniere Trezeguet, mentre i rossoneri conclusero quarti. Le partite terminarono 1-1 a Milano e 1-0 a Torino per i bianconeri. Nel 2002-03 il Milan vinse Champions League e Coppa Italia, piazzandosi terzo in campionato, mentre i torinesi si aggiudicarono lo scudetto; le partite di campionato di quella stagione terminarono entrambe con il risultato di 2-1 a favore dei padroni di casa. Il 2003 si rivelò un anno da ricordare per il calcio italiano in ambito internazionale: dopo aver eliminato l'Inter in semifinale per la regola dei gol fuori casa, il Milan trionfò in Champions League battendo la Juventus ai tiri di rigore, nella prima e fin qui unica finale della massima competizione europea a porre di fronte due club italiani.
All'inizio della stagione 2003-04, le precedenti vittorie maturate in campionato dalla Vecchia Signora e in Coppa Italia dai Diavoli posero nuovamente di fronte le due squadre, stavolta in Supercoppa italiana: in una sfida decisa ancora dai tiri dal dischetto, a prevalere fu la Juventus dopo che la partita si era conclusa sull'1-1 ai supplementari, per via delle reti del rossonero Pirlo e del bianconero Trezeguet. In campionato, il Milan guidato da Ancelotti e con Ševčenko di nuovo capocannoniere, si aggiudicò lo scudetto mentre la Juventus si posizionò al terzo posto. Le gare terminarono 1-1 a Milano e 3-1 per il Milan a Torino.

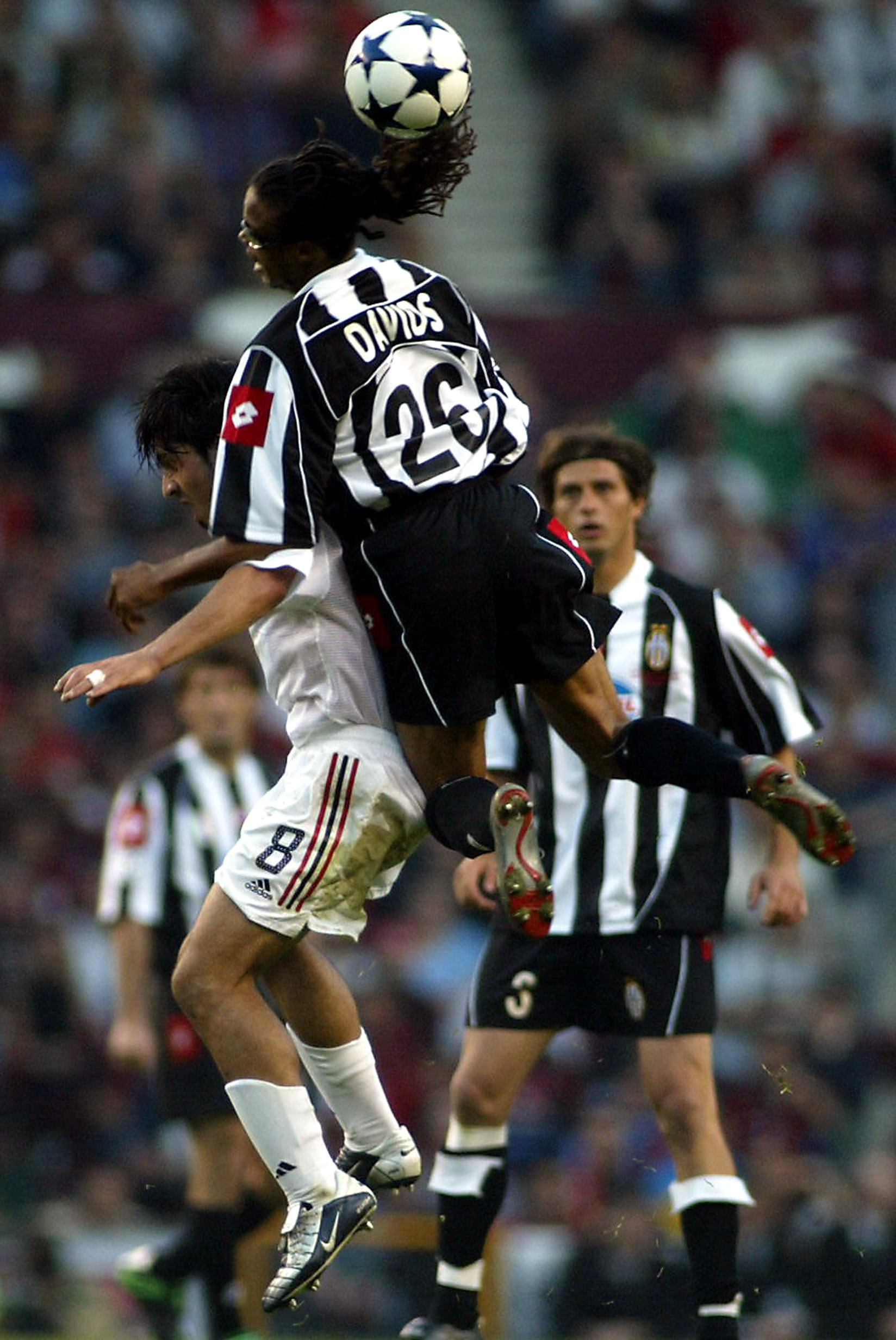
Un duello tra Gattuso (Milan) e Davids (Juventus) nel corso della finale di Champions League 2002-03

Nel 2004-05 la Juventus si piazzò al primo posto (titolo che le verrà tuttavia revocato nel 2006) davanti al Milan, in un'annata che vide le due rivali battagliare sino alla fine per il tricolore. Le sfide si conclusero con uno 0-0 a Torino e un 1-0 a Milano per i bianconeri: proprio nello scontro diretto dell'8 maggio 2005, una Juventus corsara vinse di misura grazie a Trezeguet. Nel 2005-06 juventini e milanisti finirono nuovamente primi e secondi, tuttavia entrambi subirono le decisioni della giustizia sportiva a seguito di Calciopoli: i piemontesi vennero declassati all'ultimo posto e retrocessi in serie cadetta, mentre i lombardi furono penalizzati di 30 punti, sanzione che precluse loro la possibilità di fregiarsi di un titolo finito all'Inter terza classificata. In quella stagione i rossoneri s'imposero in casa per 3-1, mentre a Torino la gara si risolse a reti bianche. Nel 2008-09 i bianconeri si classificarono secondi, davanti al Milan terzo. Entrambe le squadre conclusero a quota 74 punti, ma la Juventus trasse vantaggio dai risultati maturati negli scontri diretti: vittoria 4-2 a Torino, e pareggio 1-1 a Milano.
Nel 2011-12 il Milan di Allegri detentore del campionato non riuscì a ripetersi, nonostante i gol del capocannoniere Ibrahimović, concludendo secondo dietro la Juventus di Conte, cui a fine torneo pagò quattro punti di distacco. Lo scontro diretto allo Stadium di Torino si concluse con un 2-0 bianconero, mentre in quello di Milano le squadre impattarono sull'1-1: quest'ultimo un risultato che alimentò pesanti schermaglie tra le due fazioni, protrattesi per il resto del campionato, poiché macchiato da vari errori arbitrali, come i gol regolari non validati dapprima al milanista Muntari e in seguito allo juventino Matri. Anche nel 2012-13 la sfida tra torinesi e meneghini fu un confronto tra squadre in lotta per le prime posizioni in classifica; i piemontesi confermarono il titolo, mentre i lombardi si classificarono terzi. In quella stagione entrambe le squadre vinsero in casa col punteggio di 1-0.
Da qui in avanti il Milan andò incontro a un ridimensionamento tecnico ed economico, in coincidenza col tramonto della trentennale era Berlusconi, che non gli permise di rimanere ai vertici; al contrario della Juventus che, passata nel frattempo nelle mani proprio dell'ex tecnico rossonero Allegri, nello stesso periodo instaurerà un vittorioso ciclo che riscriverà vari record del calcio italiano.
Ciò nonostante, nella seconda metà degli anni 2010 le due rivali battagliarono ancora per dei trofei: nel 2016 si ritrovarono di fronte dapprima, e per la quarta volta nella storia, in finale di Coppa Italia dove a prevalere nella sfida in gara unica furono i torinesi, grazie all'1-0 di Morata che ai tempi supplementari condannò gli uomini di Brocchi, e pochi mesi dopo nella loro seconda contrapposizione in Supercoppa di Lega, stavolta vinta dal Milan passato nel frattempo nelle mani di Montella, che superò la Juventus per 4-3 ai tiri di rigore (dopo l'1-1 maturato nei 120' con i gol di Chiellini e Bonaventura); nel 2018 la finale della coppa nazionale mise in scena per la quinta volta nella sua storia il dualismo biancorossonero, con l'undici di Allegri che stavolta superò nettamente 4-0 gli uomini di Gattuso (doppietta di Benatia, gol di Douglas Costa e autorete di Kalinić); simile copione si ripeté nella Supercoppa italiana 2018 quando un gol di Cristiano Ronaldo determinò la vittoria ancora una volta dei piemontesi.
Nella stagione 2019-20, la semifinale di Coppa Italia fece sì che i due club si ritrovassero in uno scontro tra andata e ritorno a eliminazione diretta: a prevalere fu la Juventus, dopo due pareggi, per via della regola dei gol fuori casa; in particolare, il retour match di Torino del 12 giugno assunse un particolare significato extracalcistico, essendo stato il primo evento sportivo giocato in Italia dopo lo stop forzato causato dalla pandemia di COVID-19.

## Risultati
Di seguito è riportato l'elenco dei risultati negli incontri ufficiali tra Juventus e Milan. Dati aggiornati al 18 gennaio 2025.
| Stagione  | Competizione                    | Data              | Squadra in casa | Risultato | Squadra in trasferta | N   |
| --------- | ------------------------------- | ----------------- | --------------- | --------- | -------------------- | --- |
| 1901      | Campionato italiano di Football | 28 aprile 1901    | Juventus        | 2 – 3     | Milan                | 1   |
| 1903      | Campionato italiano di Football | 22 marzo 1903     | Milan           | 0 – 2     | Juventus             | 2   |
| 1904      | Prima Categoria                 | 13 marzo 1904     | Milan           | 1 – 1     | Juventus             | 3   |
| 1904      | Prima Categoria                 | 20 marzo 1904     | Milan           | 0 – 3     | Juventus             | 4   |
| 1906      | Prima Categoria                 | 11 marzo 1906     | Juventus        | 2 – 1     | Milan                | 5   |
| 1906      | Prima Categoria                 | 22 aprile 1906    | Milan           | 1 – 0     | Juventus             | 6   |
| 1906      | Prima Categoria                 | 29 aprile 1906    | Juventus        | 0 – 0     | Milan                | 7   |
| 1906      | Prima Categoria                 | 5 maggio 1906     | Milan           | 2 – 0     | Juventus             | 8   |
| 1909–10   | Prima Categoria                 | 16 gennaio 1910   | Juventus        | 5 – 3     | Milan                | 9   |
| 1909–10   | Prima Categoria                 | 23 gennaio 1910   | Milan           | 0 – 1     | Juventus             | 10  |
| 1910–11   | Prima Categoria                 | 29 gennaio 1911   | Juventus        | 0 – 2     | Milan                | 11  |
| 1910–11   | Prima Categoria                 | 23 aprile 1911    | Milan           | 3 – 0     | Juventus             | 12  |
| 1911–12   | Prima Categoria                 | 29 ottobre 1911   | Juventus        | 0 – 4     | Milan                | 13  |
| 1911–12   | Prima Categoria                 | 14 gennaio 1912   | Milan           | 8 – 1     | Juventus             | 14  |
| 1913–14   | Prima Categoria                 | 1º novembre 1913  | Milan           | 3 – 1     | Juventus             | 15  |
| 1913–14   | Prima Categoria                 | 25 gennaio 1914   | Juventus        | 2 – 1     | Milan                | 16  |
| 1921–22   | Prima Categoria                 | 16 ottobre 1921   | Milan           | 1 – 3     | Juventus             | 17  |
| 1921–22   | Prima Categoria                 | 9 aprile 1922     | Juventus        | 0 – 0     | Milan                | 18  |
| 1922–23   | Prima Divisione                 | 7 gennaio 1923    | Juventus        | 2 – 2     | Milan                | 19  |
| 1922–23   | Prima Divisione                 | 22 aprile 1923    | Milan           | 0 – 0     | Juventus             | 20  |
| 1924–25   | Prima Divisione                 | 26 ottobre 1924   | Juventus        | 5 – 3     | Milan                | 21  |
| 1924–25   | Prima Divisione                 | 22 febbraio 1925  | Milan           | 0 – 0     | Juventus             | 22  |
| 1925–26   | Prima Divisione                 | 25 ottobre 1925   | Juventus        | 6 – 0     | Milan                | 23  |
| 1925–26   | Prima Divisione                 | 28 marzo 1926     | Milan           | 1 – 2     | Juventus             | 24  |
| 1926–27   | Divisione Nazionale             | 15 maggio 1927    | Milan           | 0 – 2     | Juventus             | 25  |
| 1926–27   | Divisione Nazionale             | 10 luglio 1927    | Juventus        | 8 – 2     | Milan                | 26  |
| 1927–28   | Divisione Nazionale             | 11 marzo 1928     | Juventus        | 0 – 1     | Milan                | 27  |
| 1927–28   | Divisione Nazionale             | 24 giugno 1928    | Milan           | 3 – 1     | Juventus             | 28  |
| 1929–30   | Serie A                         | 8 dicembre 1929   | Juventus        | 3 – 1     | Milan                | 29  |
| 1929–30   | Serie A                         | 4 maggio 1930     | Milan           | 1 – 1     | Juventus             | 30  |
| 1930–31   | Serie A                         | 5 ottobre 1930    | Milan           | 0 – 3     | Juventus             | 31  |
| 1930–31   | Serie A                         | 15 febbraio 1931  | Juventus        | 3 – 3     | Milan                | 32  |
| 1931–32   | Serie A                         | 11 ottobre 1931   | Juventus        | 2 – 0     | Milan                | 33  |
| 1931–32   | Serie A                         | 28 febbraio 1932  | Milan           | 0 – 0     | Juventus             | 34  |
| 1932–33   | Serie A                         | 22 gennaio 1933   | Milan           | 1 – 1     | Juventus             | 35  |
| 1932–33   | Serie A                         | 11 giugno 1933    | Juventus        | 3 – 0     | Milan                | 36  |
| 1933–34   | Serie A                         | 10 dicembre 1933  | Milan           | 3 – 1     | Juventus             | 37  |
| 1933–34   | Serie A                         | 22 aprile 1934    | Juventus        | 4 – 0     | Milan                | 38  |
| 1934–35   | Serie A                         | 20 gennaio 1934   | Juventus        | 1 – 0     | Milan                | 39  |
| 1934–35   | Serie A                         | 19 maggio 1935    | Milan           | 3 – 0     | Juventus             | 40  |
| 1935–36   | Serie A                         | 22 dicembre 1935  | Juventus        | 3 – 1     | Milan                | 41  |
| 1935–36   | Serie A                         | 19 aprile 1936    | Milan           | 2 – 1     | Juventus             | 42  |
| 1936–37   | Serie A                         | 27 dicembre 1936  | Milan           | 3 – 4     | Juventus             | 43  |
| 1936–37   | Serie A                         | 2 maggio 1937     | Juventus        | 2 – 0     | Milan                | 44  |
| 1937–38   | Serie A                         | 9 gennaio 1938    | Juventus        | 2 – 0     | Milan                | 45  |
| 1937–38   | Serie A                         | 24 aprile 1938    | Milan           | 1 – 1     | Juventus             | 46  |
| 1938–39   | Serie A                         | 1º gennaio 1939   | Juventus        | 2 – 2     | Milan                | 47  |
| 1938–39   | Serie A                         | 23 aprile 1939    | Milan           | 0 – 0     | Juventus             | 48  |
| 1939–40   | Serie A                         | 5 novembre 1939   | Juventus        | 2 – 2     | Milan                | 49  |
| 1939–40   | Serie A                         | 17 marzo 1940     | Milan           | 1 – 2     | Juventus             | 50  |
| 1940–41   | Serie A                         | 12 gennaio 1941   | Milan           | 2 – 2     | Juventus             | 51  |
| 1940–41   | Serie A                         | 27 aprile 1941    | Juventus        | 1 – 2     | Milan                | 52  |
| 1941–42   | Serie A                         | 16 novembre 1941  | Juventus        | 3 – 2     | Milan                | 53  |
| 1941–42   | Serie A                         | 8 marzo 1942      | Milan           | 1 – 1     | Juventus             | 54  |
| 1941–42   | Coppa Italia                    | 21 giugno 1942    | Milan           | 1 – 1     | Juventus             | 55  |
| 1941–42   | Coppa Italia                    | 28 giugno 1942    | Juventus        | 4 – 1     | Milan                | 56  |
| 1942–43   | Serie A                         | 4 ottobre 1942    | Juventus        | 1 – 1     | Milan                | 57  |
| 1942–43   | Serie A                         | 17 gennaio 1943   | Milan           | 2 – 0     | Juventus             | 58  |
| 1945–46   | Divisione Nazionale             | 21 ottobre 1945   | Milan           | 1 – 1     | Juventus             | 59  |
| 1945–46   | Divisione Nazionale             | 30 gennaio 1946   | Juventus        | 2 – 2     | Milan                | 60  |
| 1945–46   | Divisione Nazionale             | 26 maggio 1946    | Milan           | 1 – 1     | Juventus             | 61  |
| 1945–46   | Divisione Nazionale             | 14 luglio 1946    | Juventus        | 3 – 1     | Milan                | 62  |
| 1946–47   | Serie A                         | 6 ottobre 1946    | Milan           | 3 – 3     | Juventus             | 63  |
| 1946–47   | Serie A                         | 2 marzo 1947      | Juventus        | 1 – 2     | Milan                | 64  |
| 1947–48   | Serie A                         | 7 dicembre 1947   | Milan           | 5 – 0     | Juventus             | 65  |
| 1947–48   | Serie A                         | 6 maggio 1948     | Juventus        | 2 – 1     | Milan                | 66  |
| 1948–49   | Serie A                         | 28 novembre 1948  | Milan           | 1 – 1     | Juventus             | 67  |
| 1948–49   | Serie A                         | 10 aprile 1949    | Juventus        | 1 – 1     | Milan                | 68  |
| 1949–50   | Serie A                         | 2 ottobre 1949    | Milan           | 0 – 1     | Juventus             | 69  |
| 1949–50   | Serie A                         | 5 febbraio 1950   | Juventus        | 1 – 7     | Milan                | 70  |
| 1950–51   | Serie A                         | 22 ottobre 1950   | Juventus        | 1 – 1     | Milan                | 71  |
| 1950–51   | Serie A                         | 4 marzo 1951      | Milan           | 2 – 0     | Juventus             | 72  |
| 1951–52   | Serie A                         | 16 dicembre 1951  | Milan           | 1 – 1     | Juventus             | 73  |
| 1951–52   | Serie A                         | 4 maggio 1952     | Juventus        | 3 – 1     | Milan                | 74  |
| 1952–53   | Serie A                         | 7 dicembre 1952   | Juventus        | 0 – 3     | Milan                | 75  |
| 1952–53   | Serie A                         | 12 aprile 1953    | Milan           | 1 – 2     | Juventus             | 76  |
| 1953–54   | Serie A                         | 20 dicembre 1953  | Milan           | 1 – 0     | Juventus             | 77  |
| 1953–54   | Serie A                         | 2 maggio 1954     | Juventus        | 1 – 0     | Milan                | 78  |
| 1954–55   | Serie A                         | 2 gennaio 1955    | Juventus        | 3 – 4     | Milan                | 79  |
| 1954–55   | Serie A                         | 15 maggio 1955    | Milan           | 3 – 1     | Juventus             | 80  |
| 1955–56   | Serie A                         | 26 dicembre 1955  | Milan           | 3 – 1     | Juventus             | 81  |
| 1955–56   | Serie A                         | 6 maggio 1956     | Juventus        | 0 – 0     | Milan                | 82  |
| 1956–57   | Serie A                         | 25 novembre 1956  | Juventus        | 0 – 1     | Milan                | 83  |
| 1956–57   | Serie A                         | 31 marzo 1957     | Milan           | 4 – 1     | Juventus             | 84  |
| 1957–58   | Serie A                         | 20 ottobre 1957   | Milan           | 1 – 1     | Juventus             | 85  |
| 1957–58   | Serie A                         | 9 marzo 1958      | Juventus        | 1 – 0     | Milan                | 86  |
| 1958–59   | Serie A                         | 16 novembre 1958  | Juventus        | 4 – 5     | Milan                | 87  |
| 1958–59   | Serie A                         | 29 marzo 1959     | Milan           | 1 – 1     | Juventus             | 88  |
| 1959–60   | Serie A                         | 10 gennaio 1960   | Milan           | 0 – 2     | Juventus             | 89  |
| 1959–60   | Serie A                         | 15 maggio 1960    | Juventus        | 3 – 1     | Milan                | 90  |
| 1960–61   | Serie A                         | 6 novembre 1960   | Juventus        | 3 – 4     | Milan                | 91  |
| 1960–61   | Serie A                         | 12 marzo 1961     | Milan           | 3 – 1     | Juventus             | 92  |
| 1961–62   | Serie A                         | 12 novembre 1961  | Milan           | 5 – 1     | Juventus             | 93  |
| 1961–62   | Serie A                         | 11 marzo 1962     | Juventus        | 2 – 4     | Milan                | 94  |
| 1962–63   | Serie A                         | 18 novembre 1962  | Juventus        | 1 – 0     | Milan                | 95  |
| 1962–63   | Serie A                         | 31 marzo 1963     | Milan           | 0 – 0     | Juventus             | 96  |
| 1963–64   | Serie A                         | 24 novembre 1963  | Milan           | 2 – 2     | Juventus             | 97  |
| 1963–64   | Serie A                         | 5 aprile 1964     | Juventus        | 1 – 2     | Milan                | 98  |
| 1964–65   | Serie A                         | 13 dicembre 1964  | Juventus        | 2 – 2     | Milan                | 99  |
| 1964–65   | Serie A                         | 25 aprile 1965    | Milan           | 1 – 0     | Juventus             | 100 |
| 1965–66   | Serie A                         | 19 dicembre 1965  | Milan           | 2 – 1     | Juventus             | 101 |
| 1965–66   | Serie A                         | 24 aprile 1966    | Juventus        | 3 – 0     | Milan                | 102 |
| 1966–67   | Serie A                         | 24 dicembre 1966  | Juventus        | 1 – 1     | Milan                | 103 |
| 1966–67   | Serie A                         | 30 aprile 1967    | Milan           | 3 – 1     | Juventus             | 104 |
| 1966–67   | Coppa Italia                    | 7 giugno 1967     | Juventus        | 1 – 21    | Milan                | 105 |
| 1967–68   | Serie A                         | 29 ottobre 1967   | Milan           | 0 – 0     | Juventus             | 106 |
| 1967–68   | Serie A                         | 24 febbraio 1968  | Juventus        | 1 – 2     | Milan                | 107 |
| 1968–69   | Serie A                         | 8 dicembre 1968   | Juventus        | 0 – 1     | Milan                | 108 |
| 1968–69   | Serie A                         | 13 aprile 1969    | Milan           | 1 – 0     | Juventus             | 109 |
| 1969–70   | Serie A                         | 7 dicembre 1969   | Milan           | 0 – 2     | Juventus             | 110 |
| 1969–70   | Serie A                         | 29 marzo 1970     | Juventus        | 3 – 0     | Milan                | 111 |
| 1970–71   | Serie A                         | 25 ottobre 1970   | Juventus        | 0 – 2     | Milan                | 112 |
| 1970–71   | Serie A                         | 28 febbraio 1971  | Milan           | 1 – 1     | Juventus             | 113 |
| 1971–72   | Serie A                         | 31 ottobre 1971   | Milan           | 1 – 4     | Juventus             | 114 |
| 1971–72   | Serie A                         | 20 febbraio 1972  | Juventus        | 1 – 1     | Milan                | 115 |
| 1971–72   | Coppa Italia                    | 11 giugno 1972    | Juventus        | 0 – 1     | Milan                | 116 |
| 1971–72   | Coppa Italia                    | 1º luglio 1972    | Milan           | 3 – 2     | Juventus             | 117 |
| 1972–73   | Serie A                         | 29 ottobre 1972   | Juventus        | 2 – 2     | Milan                | 118 |
| 1972–73   | Serie A                         | 18 febbraio 1973  | Milan           | 2 – 2     | Juventus             | 119 |
| 1972–73   | Coppa Italia                    | 1º luglio 1973    | Juventus        | 1 – 12    | Milan                | 120 |
| 1973–74   | Serie A                         | 25 novembre 1973  | Milan           | 2 – 2     | Juventus             | 121 |
| 1973–74   | Serie A                         | 17 marzo 1974     | Juventus        | 2 – 0     | Milan                | 122 |
| 1974–75   | Serie A                         | 13 ottobre 1974   | Juventus        | 2 – 1     | Milan                | 123 |
| 1974–75   | Serie A                         | 9 febbraio 1975   | Milan           | 0 – 2     | Juventus             | 124 |
| 1974–75   | Coppa Italia                    | 12 giugno 1975    | Milan           | 1 – 0     | Juventus             | 125 |
| 1974–75   | Coppa Italia                    | 22 giugno 1975    | Juventus        | 2 – 1     | Milan                | 126 |
| 1975–76   | Serie A                         | 16 novembre 1975  | Milan           | 0 – 1     | Juventus             | 127 |
| 1975–76   | Serie A                         | 14 marzo 1976     | Juventus        | 1 – 1     | Milan                | 128 |
| 1976–77   | Serie A                         | 7 novembre 1976   | Milan           | 2 – 3     | Juventus             | 129 |
| 1976–77   | Serie A                         | 13 marzo 1977     | Juventus        | 2 – 1     | Milan                | 130 |
| 1977–78   | Serie A                         | 25 settembre 1977 | Juventus        | 1 – 1     | Milan                | 131 |
| 1977–78   | Serie A                         | 12 febbraio 1978  | Milan           | 0 – 0     | Juventus             | 132 |
| 1977–78   | Coppa Italia                    | 17 maggio 1978    | Juventus        | 0 – 3     | Milan                | 133 |
| 1977–78   | Coppa Italia                    | 4 giugno 1978     | Milan           | 4 – 2     | Juventus             | 134 |
| 1978–79   | Serie A                         | 5 novembre 1978   | Juventus        | 1 – 0     | Milan                | 135 |
| 1978–79   | Serie A                         | 11 marzo 1979     | Milan           | 0 – 0     | Juventus             | 136 |
| 1979–80   | Serie A                         | 7 ottobre 1979    | Milan           | 2 – 1     | Juventus             | 137 |
| 1979–80   | Serie A                         | 3 febbraio 1980   | Juventus        | 2 – 1     | Milan                | 138 |
| 1981–82   | Serie A                         | 4 ottobre 1981    | Milan           | 0 – 1     | Juventus             | 139 |
| 1981–82   | Serie A                         | 14 febbraio 1982  | Juventus        | 3 – 2     | Milan                | 140 |
| 1982–83   | Coppa Italia                    | 1º settembre 1982 | Juventus        | 2 – 1     | Milan                | 141 |
| 1983–84   | Serie A                         | 9 ottobre 1983    | Juventus        | 2 – 1     | Milan                | 142 |
| 1983–84   | Serie A                         | 19 febbraio 1984  | Milan           | 0 – 3     | Juventus             | 143 |
| 1984–85   | Serie A                         | 7 ottobre 1984    | Juventus        | 1 – 1     | Milan                | 144 |
| 1984–85   | Serie A                         | 17 febbraio 1985  | Milan           | 3 – 2     | Juventus             | 145 |
| 1984–85   | Coppa Italia                    | 12 giugno 1985    | Milan           | 0 – 0     | Juventus             | 146 |
| 1984–85   | Coppa Italia                    | 19 giugno 1985    | Juventus        | 0 – 1     | Milan                | 147 |
| 1985–86   | Serie A                         | 15 dicembre 1985  | Milan           | 0 – 0     | Juventus             | 148 |
| 1985–86   | Serie A                         | 20 aprile 1986    | Juventus        | 1 – 0     | Milan                | 149 |
| 1986–87   | Serie A                         | 5 ottobre 1986    | Juventus        | 0 – 0     | Milan                | 150 |
| 1986–87   | Serie A                         | 22 febbraio 1987  | Milan           | 1 – 1     | Juventus             | 151 |
| 1987–88   | Serie A                         | 10 gennaio 1988   | Juventus        | 0 – 1     | Milan                | 152 |
| 1987–88   | Serie A                         | 8 maggio 1988     | Milan           | 0 – 0     | Juventus             | 153 |
| 1988–89   | Serie A                         | 30 ottobre 1988   | Juventus        | 0 – 0     | Milan                | 154 |
| 1988–89   | Serie A                         | 12 marzo 1989     | Milan           | 4 – 0     | Juventus             | 155 |
| 1989–90   | Serie A                         | 5 novembre 1989   | Milan           | 3 – 2     | Juventus             | 156 |
| 1989–90   | Coppa Italia                    | 28 febbraio 1990  | Juventus        | 0 – 0     | Milan                | 157 |
| 1989–90   | Serie A                         | 11 marzo 1990     | Juventus        | 3 – 0     | Milan                | 158 |
| 1989–90   | Coppa Italia                    | 25 aprile 1990    | Milan           | 0 – 1     | Juventus             | 159 |
| 1990–91   | Serie A                         | 30 dicembre 1990  | Milan           | 2 – 0     | Juventus             | 160 |
| 1990–91   | Serie A                         | 5 maggio 1991     | Juventus        | 0 – 3     | Milan                | 161 |
| 1991–92   | Serie A                         | 15 settembre 1991 | Juventus        | 1 – 1     | Milan                | 162 |
| 1991–92   | Serie A                         | 9 febbraio 1992   | Milan           | 1 – 1     | Juventus             | 163 |
| 1991–92   | Coppa Italia                    | 31 marzo 1992     | Milan           | 0 – 0     | Juventus             | 164 |
| 1991–92   | Coppa Italia                    | 14 aprile 1992    | Juventus        | 1 – 0     | Milan                | 165 |
| 1992–93   | Serie A                         | 29 novembre 1992  | Juventus        | 0 – 1     | Milan                | 166 |
| 1992–93   | Serie A                         | 17 aprile 1993    | Milan           | 1 – 3     | Juventus             | 167 |
| 1993–94   | Serie A                         | 24 ottobre 1993   | Milan           | 1 – 1     | Juventus             | 168 |
| 1993–94   | Serie A                         | 6 marzo 1994      | Juventus        | 0 – 1     | Milan                | 169 |
| 1994–95   | Serie A                         | 30 ottobre 1994   | Juventus        | 1 – 0     | Milan                | 170 |
| 1994–95   | Serie A                         | 1º aprile 1995    | Milan           | 0 – 2     | Juventus             | 171 |
| 1995–96   | Serie A                         | 15 ottobre 1995   | Milan           | 2 – 1     | Juventus             | 172 |
| 1995–96   | Serie A                         | 25 febbraio 1996  | Juventus        | 1 – 1     | Milan                | 173 |
| 1996–97   | Serie A                         | 17 novembre 1996  | Juventus        | 0 – 0     | Milan                | 174 |
| 1996–97   | Serie A                         | 6 aprile 1997     | Milan           | 1 – 6     | Juventus             | 175 |
| 1997–98   | Serie A                         | 30 novembre 1997  | Milan           | 1 – 1     | Juventus             | 176 |
| 1997–98   | Serie A                         | 28 marzo 1998     | Juventus        | 4 – 1     | Milan                | 177 |
| 1998–99   | Serie A                         | 6 gennaio 1999    | Milan           | 1 – 1     | Juventus             | 178 |
| 1998–99   | Serie A                         | 9 maggio 1999     | Juventus        | 0 – 2     | Milan                | 179 |
| 1999–2000 | Serie A                         | 21 novembre 1999  | Juventus        | 3 – 1     | Milan                | 180 |
| 1999–2000 | Serie A                         | 24 marzo 2000     | Milan           | 2 – 0     | Juventus             | 181 |
| 2000–01   | Serie A                         | 22 ottobre 2000   | Milan           | 2 – 2     | Juventus             | 182 |
| 2000–01   | Serie A                         | 25 febbraio 2001  | Juventus        | 3 – 0     | Milan                | 183 |
| 2001–02   | Serie A                         | 9 dicembre 2001   | Milan           | 1 – 1     | Juventus             | 184 |
| 2001–02   | Coppa Italia                    | 23 gennaio 2002   | Milan           | 1 – 2     | Juventus             | 185 |
| 2001–02   | Coppa Italia                    | 6 febbraio 2002   | Juventus        | 1 – 1     | Milan                | 186 |
| 2001–02   | Serie A                         | 14 aprile 2002    | Juventus        | 1 – 0     | Milan                | 187 |
| 2002–03   | Serie A                         | 10 novembre 2002  | Juventus        | 2 – 1     | Milan                | 188 |
| 2002–03   | Serie A                         | 22 marzo 2003     | Milan           | 2 – 1     | Juventus             | 189 |
| 2002–03   | Champions League                | 28 maggio 2003    | Juventus        | 0 – 03    | Milan                | 190 |
| 2003–04   | Supercoppa italiana             | 3 agosto 2003     | Juventus        | 1 – 14    | Milan                | 191 |
| 2003–04   | Serie A                         | 1º novembre 2003  | Milan           | 1 – 1     | Juventus             | 192 |
| 2003–04   | Serie A                         | 14 marzo 2004     | Juventus        | 1 – 3     | Milan                | 193 |
| 2004–05   | Serie A                         | 18 dicembre 2004  | Juventus        | 0 – 0     | Milan                | 194 |
| 2004–05   | Serie A                         | 8 maggio 2005     | Milan           | 0 – 1     | Juventus             | 195 |
| 2005–06   | Serie A                         | 29 ottobre 2005   | Milan           | 3 – 1     | Juventus             | 196 |
| 2005–06   | Serie A                         | 12 marzo 2006     | Juventus        | 0 – 0     | Milan                | 197 |
| 2007–08   | Serie A                         | 1º dicembre 2007  | Milan           | 0 – 0     | Juventus             | 198 |
| 2007–08   | Serie A                         | 12 aprile 2008    | Juventus        | 3 – 2     | Milan                | 199 |
| 2008–09   | Serie A                         | 14 dicembre 2008  | Juventus        | 4 – 2     | Milan                | 200 |
| 2008–09   | Serie A                         | 10 maggio 2009    | Milan           | 1 – 1     | Juventus             | 201 |
| 2009–10   | Serie A                         | 10 gennaio 2010   | Juventus        | 0 – 3     | Milan                | 202 |
| 2009–10   | Serie A                         | 15 maggio 2010    | Milan           | 3 – 0     | Juventus             | 203 |
| 2010–11   | Serie A                         | 30 ottobre 2010   | Milan           | 1 – 2     | Juventus             | 204 |
| 2010–11   | Serie A                         | 5 marzo 2011      | Juventus        | 0 – 1     | Milan                | 205 |
| 2011–12   | Serie A                         | 2 ottobre 2011    | Juventus        | 2 – 0     | Milan                | 206 |
| 2011–12   | Coppa Italia                    | 8 febbraio 2012   | Milan           | 1 – 2     | Juventus             | 207 |
| 2011–12   | Serie A                         | 25 febbraio 2012  | Milan           | 1 – 1     | Juventus             | 208 |
| 2011–12   | Coppa Italia                    | 20 marzo 2012     | Juventus        | 2 – 21    | Milan                | 209 |
| 2012–13   | Serie A                         | 25 novembre 2012  | Milan           | 1 – 0     | Juventus             | 210 |
| 2012–13   | Coppa Italia                    | 9 gennaio 2013    | Juventus        | 2 – 11    | Milan                | 211 |
| 2012–13   | Serie A                         | 21 aprile 2013    | Juventus        | 1 – 0     | Milan                | 212 |
| 2013–14   | Serie A                         | 6 ottobre 2013    | Juventus        | 3 – 2     | Milan                | 213 |
| 2013–14   | Serie A                         | 2 marzo 2014      | Milan           | 0 – 2     | Juventus             | 214 |
| 2014–15   | Serie A                         | 20 settembre 2014 | Milan           | 0 – 1     | Juventus             | 215 |
| 2014–15   | Serie A                         | 7 febbraio 2015   | Juventus        | 3 – 1     | Milan                | 216 |
| 2015–16   | Serie A                         | 21 novembre 2015  | Juventus        | 1 – 0     | Milan                | 217 |
| 2015–16   | Serie A                         | 9 aprile 2016     | Milan           | 1 – 2     | Juventus             | 218 |
| 2015–16   | Coppa Italia                    | 21 maggio 2016    | Juventus        | 1 – 01    | Milan                | 219 |
| 2016–17   | Serie A                         | 22 ottobre 2016   | Milan           | 1 – 0     | Juventus             | 220 |
| 2016–17   | Supercoppa italiana             | 23 dicembre 2016  | Juventus        | 1 – 15    | Milan                | 221 |
| 2016–17   | Coppa Italia                    | 25 gennaio 2017   | Juventus        | 2 – 1     | Milan                | 222 |
| 2016–17   | Serie A                         | 10 marzo 2017     | Juventus        | 2 – 1     | Milan                | 223 |
| 2017–18   | Serie A                         | 28 ottobre 2017   | Milan           | 0 – 2     | Juventus             | 224 |
| 2017–18   | Serie A                         | 31 marzo 2018     | Juventus        | 3 – 1     | Milan                | 225 |
| 2017–18   | Coppa Italia                    | 9 maggio 2018     | Juventus        | 4 – 0     | Milan                | 226 |
| 2018–19   | Serie A                         | 11 novembre 2018  | Milan           | 0 – 2     | Juventus             | 227 |
| 2018–19   | Supercoppa italiana             | 16 gennaio 2019   | Juventus        | 1 – 0     | Milan                | 228 |
| 2018–19   | Serie A                         | 6 aprile 2019     | Juventus        | 2 – 1     | Milan                | 229 |
| 2019–20   | Serie A                         | 10 novembre 2019  | Juventus        | 1 – 0     | Milan                | 230 |
| 2019–20   | Coppa Italia                    | 13 febbraio 2020  | Milan           | 1 – 1     | Juventus             | 231 |
| 2019–20   | Coppa Italia                    | 12 giugno 2020    | Juventus        | 0 – 0     | Milan                | 232 |
| 2019–20   | Serie A                         | 7 luglio 2020     | Milan           | 4 – 2     | Juventus             | 233 |
| 2020–21   | Serie A                         | 6 gennaio 2021    | Milan           | 1 – 3     | Juventus             | 234 |
| 2020–21   | Serie A                         | 9 maggio 2021     | Juventus        | 0 – 3     | Milan                | 235 |
| 2021–22   | Serie A                         | 19 settembre 2021 | Juventus        | 1 – 1     | Milan                | 236 |
| 2021–22   | Serie A                         | 23 gennaio 2022   | Milan           | 0 – 0     | Juventus             | 237 |
| 2022–23   | Serie A                         | 8 ottobre 2022    | Milan           | 2 – 0     | Juventus             | 238 |
| 2022–23   | Serie A                         | 28 maggio 2023    | Juventus        | 0 – 1     | Milan                | 239 |
| 2023–24   | Serie A                         | 22 ottobre 2023   | Milan           | 0 – 1     | Juventus             | 240 |
| 2023–24   | Serie A                         | 27 aprile 2024    | Juventus        | 0 – 0     | Milan                | 241 |
| 2024–25   | Serie A                         | 23 novembre 2024  | Milan           | 0 – 0     | Juventus             | 242 |
| 2024–25   | Supercoppa italiana             | 3 gennaio 2025    | Juventus        | 1 – 2     | Milan                | 243 |
| 2024–25   | Serie A                         | 18 gennaio 2025   | Juventus        | 2 – 0     | Milan                | 244 |
| 2025–26   | Serie A                         | 5 ottobre 2025    | Juventus        |           | Milan                | 245 |
| 2025–26   | Serie A                         | 26 aprile 2026    | Milan           |           | Juventus             | 246 |

1 Risultato dopo i tempi supplementari.

2 Risultato dopo i tempi supplementari, con vittoria del Milan 5-2 dopo i tiri di rigore.

3 Risultato dopo i tempi supplementari, con vittoria del Milan 3-2 dopo i tiri di rigore.

4 Risultato dopo i tempi supplementari, con vittoria della Juventus 5-3 dopo i tiri di rigore.

5 Risultato dopo i tempi supplementari, con vittoria del Milan 4-3 dopo i tiri di rigore.

## Statistiche

### Bilancio complessivo
Dati aggiornati al 18 gennaio 2025.
|                            | Gare | Vittorie Juventus | Pareggi | Vittorie Milan | Gol Juventus | Gol Milan |
| Campionati italiani        | 212  | 82                | 67      | 63             | 302          | 277       |
| Coppa Italia               | 27   | 11                | 9       | 7              | 34           | 28        |
| Supercoppa italiana        | 4    | 1                 | 2       | 1              | 4            | 4         |
| UEFA Champions League      | 1    | 0                 | 1       | 0              | 0            | 0         |
| Totale - Partite ufficiali | 244  | 94                | 79      | 71             | 340          | 309       |
| Partite amichevoli         | 64   | 21                | 12      | 31             | 101          | 124       |
| Totale assoluto            | 308  | 115               | 91      | 102            | 441          | 433       |

### Giocatori

#### Marcatori
Di seguito è riportato l'elenco dei principali marcatori in gare ufficiali.
| Posizione | Nome                 | Squadra                  | Reti |
| --------- | -------------------- | ------------------------ | ---- |
| 1         | José Altafini        | Milan (13), Juventus (1) | 14   |
| 2         | Aldo Boffi           | Milan                    | 12   |
| 3         | Gunnar Nordahl       | Milan                    | 11   |
| 4         | Gianni Rivera        | Milan                    | 10   |
| 5         | Louis Van Hege       | Milan                    | 9    |
| 5         | Roberto Bettega      | Juventus                 | 9    |
| 5         | Giampiero Boniperti  | Juventus                 | 9    |
| 5         | Felice Borel         | Juventus                 | 9    |
| 5         | Alessandro Del Piero | Juventus                 | 9    |
| 10        | Omar Sívori          | Juventus                 | 8    |
| 10        | Piero Pastore        | Juventus (7), Milan (1)  | 8    |
| 10        | Filippo Inzaghi      | Juventus (5), Milan (3)  | 8    |
| 13        | Pietro Anastasi      | Juventus                 | 7    |

#### Presenze
Di seguito è riportato l'elenco dei principali giocatori con più presenze in gare ufficiali.
| Posizione | Nome                  | Squadra                   | Presenze |
| --------- | --------------------- | ------------------------- | -------- |
| 1         | Paolo Maldini         | Milan                     | 45       |
| 2         | Franco Baresi         | Milan                     | 40       |
| 3         | Gianni Rivera         | Milan                     | 39       |
| 4         | Gianluigi Buffon      | Juventus                  | 34       |
| 5         | Alessandro Del Piero  | Juventus                  | 32       |
| 6         | Mauro Tassotti        | Milan                     | 31       |
| 6         | Alessandro Costacurta | Milan                     | 31       |
| 8         | Leonardo Bonucci      | Juventus (28), Milan (2)  | 30       |
| 9         | Giuseppe Furino       | Juventus                  | 29       |
| 9         | Sandro Salvadore      | Juventus (25), Milan (4)  | 29       |
| 9         | Andrea Pirlo          | Milan (19), Juventus (10) | 29       |
| 12        | Giampiero Boniperti   | Juventus                  | 27       |
| 12        | Giorgio Chiellini     | Juventus                  | 27       |
| 12        | Mario Varglien        | Juventus                  | 27       |

### Allenatori

#### Presenze
Di seguito è riportato l'elenco dei principali allenatori con più presenze in gare ufficiali.
| Posizione | Nome                 | Squadra                   | Presenze |
| --------- | -------------------- | ------------------------- | -------- |
| 1         | Giovanni Trapattoni  | Juventus (29), Milan (2)  | 31       |
| 1         | Massimiliano Allegri | Juventus (21), Milan (10) | 31       |
| 3         | Nereo Rocco          | Milan                     | 23       |
| 3         | Carlo Ancelotti      | Milan (18), Juventus (5)  | 23       |
| 5         | Marcello Lippi       | Juventus                  | 19       |
| 6         | Giuseppe Viani       | Milan                     | 18       |
| 6         | Antonio Busini       | Milan                     | 18       |
| 6         | Niels Liedholm       | Milan                     | 18       |
| 6         | Fabio Capello        | Milan (14), Juventus (4)  | 18       |
| 10        | Carlo Parola         | Juventus                  | 12       |
| 10        | Stefano Pioli        | Milan                     | 12       |
| 12        | Heriberto Herrera    | Juventus                  | 11       |
| 12        | Arrigo Sacchi        | Milan                     | 11       |

### Record
Dati inerenti agli incontri ufficiali, aggiornati al 18 gennaio 2025.
- Vittoria con il maggior scarto a favore della Juventus: Juventus-Milan 8-2 (1926-1927); Juventus-Milan 6-0 (1925-1926).
- Vittoria con il maggior scarto a favore del Milan: Milan-Juventus 8-1 (1911-1912).
- Partita con più reti: Juventus-Milan 8-2 (1926-1927).
- Pareggio con più reti: Juventus-Milan 3-3 (1930-1931); Milan-Juventus 3-3 (1946-1947).
- Risultato più ricorrente: 1-1 (in 38 occasioni).
- Miglior vittoria della Juventus fuori casa: Milan-Juventus 1-6 (1996-1997).
- Miglior vittoria del Milan fuori casa: Juventus-Milan 1-7 (1949-1950).
- Maggior numero di vittorie consecutive: Juventus, 9, dal 9 gennaio 2013 al 21 maggio 2016 e dal 25 gennaio 2017 al 10 novembre 2019.
- Maggior numero di partite consecutive senza sconfitte: Juventus, 12, dal 23 dicembre 2016 al 12 giugno 2020.
- Maggior numero di partite consecutive senza subire gol: Milan, 4, dal 10 ottobre 1987 al 5 novembre 1989.
- Maggior numero di partite consecutive con almeno un gol segnato: Milan, 20, dal 5 novembre 1939 al 10 aprile 1949.
- Miglior marcatore in un singolo incontro: Louis Van Hege (Milan), 5 reti, il 14 gennaio 1912.[56][57]
- La Juventus è la squadra ad aver battuto più volte il Milan nel campionato italiano (82),[58] in Coppa Italia (11) e nel complesso delle competizioni ufficiali (94).[59]
- Il Milan è la squadra che ha battuto più volte la Juventus nel campionato italiano (63).[60]

### Finali ufficiali
Nelle finali di trofei ufficiali (compresi i tornei da un solo incontro), le due squadre hanno finora fatto registrare i seguenti risultati:
- La Juventus ha prevalso sei volte:
  - in Coppa Italia 1941-1942 (all'andata Milan-Juventus 1-1, al ritorno Juventus-Milan 4-1);
  - in Coppa Italia 1989-1990 (all'andata Juventus-Milan 0-0, al ritorno Milan-Juventus 0-1);
  - in Supercoppa italiana 2003 (gara unica: vittoria della Juventus dopo i tiri di rigore);
  - in Coppa Italia 2015-2016 (gara unica: Milan-Juventus 0-1 dopo i tempi supplementari);
  - in Coppa Italia 2017-2018 (gara unica: Juventus-Milan 4-0);
  - in Supercoppa italiana 2018 (gara unica: Juventus-Milan 1-0).
- Il Milan ha prevalso tre volte:
  - in Coppa Italia 1972-1973 (gara unica: vittoria del Milan dopo i tiri di rigore);
  - in UEFA Champions League 2002-2003 (gara unica: vittoria del Milan dopo i tiri di rigore);
  - in Supercoppa italiana 2016 (gara unica: vittoria del Milan dopo i tiri di rigore).

### Esplicative
1. ↑  In due edizioni la sfida si è risolta con uno spareggio decisivo a Milano, nel 1904 e nel 1906, con una vittoria per parte.
2. ↑  Sono escluse dal computo le gare disputate nella Divisione Nazionale 1943-1944, colloquialmente nota come "Campionato Alta Italia", un campionato di guerra riconosciuto a posteriori solo a titolo onorifico.
3. ↑  Lo scontro diretto del 25 febbraio 2012 a Milano fu segnato da un arbitraggio negativo di Paolo Tagliavento, riuscito «nella difficile impresa di scontentare un po' tutti»;[37] tra i vari, più di tutti emersero due episodi che lasciarono recriminazioni sia sulla sponda milanista sia su quella juventina.[37] Nel primo tempo e sull'1-0 per il Milan, Muntari segnò un gol fantasma che sarebbe potuto valere il raddoppio rossonero:[35][37] per il resto di quel campionato i tesserati milanisti posero accento pubblicamente e a più riprese su quell'episodio, in quanto a loro dire decisivo nella corsa scudetto;[36] tesi sempre respinta da parte juventina, anche a fronte del ritardo in classifica comunque accumulato dai torinesi nelle settimane seguenti la sfida di San Siro.[36] Quindi nel secondo tempo, poco prima del definitivo 1-1 della Juventus, l'arbitro negò un primo pareggio ai bianconeri non convalidando un gol di Matri per un fuorigioco poi rivelatosi inesistente.[35][37]

### Bibliografiche
1. ↑   Juventus-Milan è la sfida dei grandi numeri: le due squadre più titolate d'Italia, ma anche quelle più ricche... dietro di loro il baratro, su goal.com, 6 ottobre 2013. URL consultato il 19 novembre 2014 (archiviato il 2 marzo 2015).
2. ↑   Aldo Serena, Juventus-Milan/Serena: classica dal grande fascino, è partita da tripla, su ilsussidiario.net, 2 ottobre 2011. URL consultato il 19 novembre 2014 (archiviato il 29 dicembre 2014).
3. ↑   Corrado Sannucci, Juve e Milan, la sfida infinita: storia di rivalità e di campioni, in la Repubblica, 15 maggio 2003. URL consultato il 27 febbraio 2018 (archiviato il 6 gennaio 2010).
4. ↑   Milan-Juve, in campo la storia, su acmilan.com, 22 novembre 2012. URL consultato il 19 novembre 2014 (archiviato il 28 novembre 2012).
5. ↑   Peccato, capitale, su it.uefa.com, Union des Associations Européennes de Football, 6 gennaio 2014. URL consultato il 20 aprile 2016 (archiviato il 13 maggio 2016).
6. 1 2   Pino Frisoli, La TV per Sport, Pescara, Tracce, 2007,  p. 16, ISBN 88-7433-392-7.
7. 1 2 3 4 5  (EN) Roberto Di Maggio, Juventus v Milan, su rsssf.com, 26 settembre 2014. URL consultato il 19 novembre 2014 (archiviato il 30 dicembre 2014).
8. 1 2   Antonello Capone, Abbiamo sbancato l'Europa, in La Gazzetta dello Sport, 16 maggio 2003. URL consultato il 27 gennaio 2015 (archiviato l'8 febbraio 2015).
9. 1 2   Andrea Sorrentino e Fabrizio Turco, Cresce la febbre dell'Old Trafford, su repubblica.it, La Repubblica, 22 maggio 2003. URL consultato il 16 febbraio 2018 (archiviato il 17 febbraio 2018).
10. ↑  Insieme a Real Madrid–Valencia, Real Madrid–Atlético Madrid (disputata due volte), Manchester Utd–Chelsea, Tottenham–Liverpool, Manchester City–Chelsea e Borussia Dortmund–Bayern Monaco, cfr. (EN) Roberto Di Maggio, UEFA Champions League finals 1956-2014, su rsssf.com, 12 giugno 2014. URL consultato il 25 novembre 2014 (archiviato il 20 agosto 2014).
11. ↑   Giovanni Del Bianco, I precedenti incroci europei delle italiane, su blog.guerinsportivo.it, 12 marzo 2014. URL consultato il 19 novembre 2014 (archiviato dall'url originale il 30 dicembre 2014).
12. ↑   Cronologia di tutti i Milan-Juventus disputati (PDF), su magliarossonera.it. URL consultato il 4 gennaio 2015 (archiviato il 4 gennaio 2015).
13. ↑   Milan-Juventus 8-1, su juworld.net. URL consultato il 4 dicembre 2014 (archiviato il 4 dicembre 2014).
14. ↑   Milan Football and Cricket Club 1911-12 – Partite ufficiali, su magliarossonera.it. URL consultato il 4 dicembre 2014 (archiviato dall'url originale l'8 dicembre 2014).
15. ↑   Milan batte Juventus con 8 a 1 (JPG), in La Gazzetta dello Sport, 15 gennaio 1912,  p. 5. URL consultato il 4 dicembre 2014 (archiviato dall'url originale l'8 dicembre 2014).
16. 1 2   Squadre incontrate: Milan (Italia), su juworld.net. URL consultato il 19 febbraio 2018 (archiviato dall'url originale il 26 gennaio 2018).
17. 1 2 3   Le stagioni del Diavolo – Dal 1899-00 al 1919-20, su magliarossonera.it. URL consultato il 25 novembre 2014 (archiviato il 29 novembre 2014).
18. ↑   Giuseppe Bagnati, Milan-Juventus, 215 volte come eravamo, su gazzetta.it, 7 maggio 2009. URL consultato il 25 novembre 2014 (archiviato il 29 dicembre 2014).
19. 1 2 3 4   Che spettacolo, #JuveMilan!, su juventus.com, 5 febbraio 2015. URL consultato l'8 febbraio 2015 (archiviato l'8 febbraio 2015).
20. ↑   Le stagioni del Diavolo – Dal 1920-21 al 1939-40, su magliarossonera.it. URL consultato il 25 novembre 2014 (archiviato dall'url originale il 2 dicembre 2014).
21. ↑   Dieci pagine di storia, su juventus.com, 19 maggio 2016. URL consultato il 20 maggio 2016 (archiviato dall'url originale il 21 maggio 2016).
22. 1 2 3 4 5 6 7 8 9 10   Le stagioni del Diavolo – Dal 1940-41 al 1959-60, su magliarossonera.it. URL consultato l'8 febbraio 2015 (archiviato l'8 febbraio 2015).
23. ↑   Maurizio Imbriale, Buon compleanno TV!, su italica.rai.it, RAI International – Italica (archiviato dall'url originale il 29 dicembre 2013).
24. ↑   Primo esperimento di calcio per televisione, in La Nuova Stampa, 5 febbraio 1950,  p. 4. URL consultato il 13 dicembre 2016 (archiviato il 1º marzo 2016).
25. 1 2 3 4 5 6 7 8 9   Le stagioni del Diavolo – Dal 1960 al 1979-80, su magliarossonera.it. URL consultato l'8 febbraio 2015 (archiviato l'8 febbraio 2015).
26. ↑   Salvatore Lo Presti, Quel "tacco" di Bettega che tutti ancora ricordano, in La Gazzetta dello Sport, 6 gennaio 1999. URL consultato il 30 dicembre 2014 (archiviato il 30 dicembre 2014).
27. ↑   TIM CUP, MILAN-JUVENTUS STORY, su acmilan.com, 20 maggio 2016. URL consultato il 20 maggio 2016 (archiviato il 17 maggio 2016).
28. ↑   Roberto Beccantini, Guerra solo in campo, in La Stampa, 5 luglio 1995,  p. 25. URL consultato il 7 gennaio 2015 (archiviato il 3 luglio 2015).
29. ↑   Bruno Perucca, Juve grande, in La Stampa, 26 aprile 1990,  p. 17. URL consultato l'8 febbraio 2015 (archiviato l'8 novembre 2014).
30. 1 2 3 4 5   Le stagioni del Diavolo – Dal 1980-81 al 1999-00, su magliarossonera.it. URL consultato il 25 novembre 2014 (archiviato il 24 novembre 2014).
31. ↑   Gianni Mura, Disastro Sacchi & C., una sconfitta storica, in la Repubblica, 7 aprile 1997.
32. 1 2   La storia di Milan-Juve, su tifomilan.it (archiviato dall'url originale il 22 giugno 2017).
33. 1 2 3 4 5 6 7 8   Le stagioni del Diavolo – Dal 2000-01 in poi, su magliarossonera.it. URL consultato il 25 novembre 2014 (archiviato l'8 dicembre 2014).
34. ↑   Fabio Vergnano, Una rivincita ai rigori, Supercoppa alla Juve, in La Stampa, 4 agosto 2003,  p. 31. URL consultato l'8 febbraio 2015 (archiviato il 1º maggio 2015).
35. 1 2 3   Gaetano De Stefano, Matri risponde a Nocerino, ma è bufera per il gol di Muntari, su gazzetta.it, 25 febbraio 2012. URL consultato il 29 dicembre 2014 (archiviato il 5 novembre 2014).
36. 1 2 3   Giovanni Capuano, Conte-Allegri è guerra: "Paranoico...", "Con il gol di Muntari scudetto al Milan...", su archivio.panorama.it. URL consultato il 17 febbraio 2018 (archiviato dall'url originale il 18 febbraio 2018).
37. 1 2 3 4   Il goal fantasma di Muntari, la rete annullata a Matri e... qualcos'altro: i momenti chiave del Milan-Juventus di Tagliavento, su goal.com, 26 febbraio 2012. URL consultato il 17 febbraio 2018 (archiviato il 18 febbraio 2018).
38. ↑   Quando rivedremo il vero Milan?, su vivoperlei.calciomercato.com, 29 aprile 2016. URL consultato il 22 maggio 2016 (archiviato il 3 giugno 2016).
39. ↑   È il momento di parlare del Milan, su ilpost.it, 8 maggio 2016. URL consultato il 22 maggio 2016 (archiviato il 31 maggio 2016).
40. ↑   Matteo De Santis, La Juve si prende anche la Coppa Italia, Milan battuto 1-0 ai supplementari, su lastampa.it, 21 maggio 2016. URL consultato il 22 maggio 2016 (archiviato dall'url originale il 24 maggio 2016).
41. ↑   Milan, è il 29º titolo di Berlusconi. E il primo di una generazione, su gazzetta.it, 23 dicembre 2016. URL consultato il 26 dicembre 2016 (archiviato il 25 dicembre 2016).
42. ↑   Massimo Mazzitelli, Juventus-Milan 4-0, i bianconeri conquistano la quarta Coppa Italia consecutiva: notte da incubo per Donnarumma, su repubblica.it, 9 maggio 2018. URL consultato il 12 maggio 2018 (archiviato il 13 maggio 2018).
43. ↑   Enrico Currò, Juventus-Milan 1-0: il segno di Ronaldo, Supercoppa ai bianconeri, su repubblica.it, 16 gennaio 2019. URL consultato il 7 settembre 2019 (archiviato il 26 aprile 2019).
44. ↑   Federico Sala, Coppa Italia, Juventus-Milan 0-0: Ronaldo sbaglia un rigore ma i bianconeri volano in finale, su repubblica.it, 12 giugno 2020. URL consultato il 14 giugno 2020 (archiviato il 14 giugno 2020).
45. ↑   Giuseppe Alberto Falci, Juve-Milan: anche se il pallone ha la mascherina, spingiamo il Covid un po' più in là, su huffingtonpost.it, 13 giugno 2020. URL consultato il 14 giugno 2020 (archiviato il 14 giugno 2020).
46. ↑   Squadre, scontri diretti: Milan vs Juventus, su juworld.net. URL consultato il 19 febbraio 2018 (archiviato il 20 febbraio 2018).
47. ↑  Inclusi gli incontri in campionati ante girone unico e in Serie A.
48. ↑  Di cui una vittoria del Milan dopo i tiri di rigore nella finale dell'edizione 1972-73.
49. ↑  Una vittoria per parte dopo i tiri di rigore nelle finali dell'edizione 2003 e dell'edizione 2016.
50. ↑  Vittoria del Milan dopo i tiri di rigore nella finale dell'edizione 2002-03.
51. ↑  Escluse le mini-gare da 45 minuti previste nel Trofeo TIM, nel Torneo di Capodanno (o Torneo di Palermo) del 28 dicembre 1991 e del Trofeo Birra Moretti del 21 agosto 2008.
52. ↑   Marcatori Milan e Juventus, su magliarossonera.it. URL consultato il 7 novembre 2022.
53. ↑   Marcatori Juventus, su juworld.net. URL consultato il 7 novembre 2022.
54. ↑   Presenze Milan e Juventus, su magliarossonera.it. URL consultato il 7 novembre 2022.
55. ↑   Presenze Juventus, su juworld.net. URL consultato il 7 novembre 2022.
56. ↑   Tutti i gol segnati dal Milan, su magliarossonera.it. URL consultato il 1º giugno 2023.
57. ↑   Gol segnati: Totale, su myjuve.it. URL consultato il 1º giugno 2023.
58. ↑   AC Milan - Bilancio contro..., su transfermarkt.it. URL consultato il 20 febbraio 2018.
59. ↑   Tutte le avversarie del Milan, su magliarossonera.it. URL consultato il 23 settembre 2016 (archiviato il 24 settembre 2016).
60. ↑   Juventus FC - Bilancio contro..., su transfermarkt.it. URL consultato il 20 febbraio 2018 (archiviato il 21 febbraio 2018).
61. ↑   Massimiliano Nerozzi, L'ora del Milan, in La Stampa, 24 dicembre 2016.